# Antemurale mit
Antemurale mit ili Mit o bedemu je nacionalistički mit kojim se određenoj naciji pripisuje uloga bedema prema drugim religijama, nacijama ili ideologijama.

## Etimologija
Antemurale je reč izvedena iz reči latinskog jezika ante (pre nečega) i murale (zid).

## Karakteristike
Antemurale mit se razlikuje od ostalih nacionalističkih mitova po tome što ne insistira na jedinstvenosti određene društvene grupe, već je uključuje u širi kulturni entitet navodno superioriorniji od drugih društvenih grupa koje mu ne pripadaju.
Osnovne karakteristike antemurale mita su:
- Različitost – Uvek se nalazi u područjima u kojima su prisutne određene različitosti, na primer različite etničke ili verske grupe.
- Razgraničenost – Implicira potrebu za razgraničavanjem različitosti.
- Odbrana – Implicira da je ono što je različito takve prirode da je potrebno braniti se od toga.
- Očuvanje – Implicira potrebu za očuvanjem sopstvenog života ili životnog stila od onih koji se razlikuju.
- Posvećenost – Rezultira stvaranjem percepcije da je određena društvena grupa posvećena zaštiti šireg kulturnog entiteta (n. pr. religije, kulture ili civilizacije) koje navodno treba braniti.

Konstitutivni element Antemurale mita je demarkacija t.j. bedem kojim se preuveličavaju razlike u odnosu na odabranu susednu društvenu grupu a istovremeno ignorišu razlike u odnosu na druge. Impliciranjem da odabrana društvenaa grupa pripada širem, navodno superiornom, identitetu Antemurale mit je suprotan Sui generis mitu koji ističe unikatnost određene društvene grupe.

## Antemurale Christianitatis
Jedna od verzija ovog mita povezanih sa religijom je i Antemurale Christianitatis koji implicira da je misija određene nacije da bude prva Evropska odbrambena linija prema Islamu. Athleta Christi je počasna titula koju su pape počev od 15 veka dodeljivale pojedincima koji su predvodili vojne pohode protiv Osmanskog Carstva. Među onima kojima je dodeljena nalaze se Janoš Hunjadi, Skenderbeg i Stefan Veliki.
U 16 veku je "odbrana od Turaka" postala centralna tema u Istočnoj, Centralnoj i Jugoistočnoj Evropi. Upotrebljena je kao oruđe propagande kako bi se mobilisala religiozna osećanja stanovnika. Ljudi koji su učestvovali u kampanjama protiv Osmanskog Carstva su nazivani “antemurale Christianitatis” (odbrambeni bedem Hrišćanstva).

## Jugoistočna Evropa
Antemurale mit je postao arhetipski nacionalistički mit u Jugoistočnoj Evropi.. Nacionalisti su razvili narative o tome da su njihove nacije Antemurale Christianitatis koji štiti Zapad od invazije Islama dok Zapad nezahvalno zaboravlja ovu činjenicu. Skoro sve nacije jugoistočne Evrope neguju percepciju i nacionalni mit o tome da su bedem određenog univerzalnog sistema vrednosti (hrišćanstva, islama...).

### Albanija
Antemurale mit predstavlja Albance kao bedem civilizacije i zaštitnike religijske tolerancije u Evropi i na Balkanu. Pre nego što su Albanci bili Islamizirani, antemurale mit ih je predstavljao kao Antemurale Christianitatis. U albanskim nacionalističkim mitovima Skenderbeg je sastavni deo Antemurale mitologije. Ovaj mit predstavlja Albance, ujedinjene od strane Skenderbega, kao zaštitnike Albanske nacije i hrišćanstva od "invazije Turaka". Kada je Osmansko Carstvo uvelo islam u Albaniju javlja se druga vrsta Antemurale mita. Islamski verski poglavari prestavljaju većinski islamizirane Albance bedemom onih koji su civilizovaniji, verski tolerantni i demokratski, nasuprot nedemokratskim Grcima i Srbima koji su ostali pravoslavni.

### Bosna
Važna posledica islamizacije stanovništva Bosne je stvaranje predstave o Bosni kao bedemu islama. Granice Bosne se predtavljaju kao granice islama prema "neprijatelju vere". Kada je Austrijska armija napala Bosnu, Bosanski muslimani su svoju armiju smatrali "Islamskom armijom" izabranih vojnika islamske granice koji "čuvaju granicu islama".

### Hrvatska
Papa Leo X je Hrvatsku smatrao za Antemurale Christianitatis u 1519 zbog doprinosa vojnicima iz Hrvatske borbi protiv Turaka. Ideja o Zapadu koji se brani od Istoka je dokazano suštinske važnosti za definisanje samoidentifikaciju Hrvata. Hrvati imaju predstavu da su branioci zapada od varvarskog istoka. Prvobitni oblici antemurale koncepta su bile usmerene protiv Osmanskog Carstva a kasnije protiv Srba koji su predstavljani kao "poslednji varvari" koji pokušavaju da izvrše invaziju na Evropu. Isticanje teritorijalna prava Hrvata na zemlju unutar granica Hrvatske naseljenu Srbima je za opravdanje imalo rasnu diferencijaciju između Hrvata i takvih Srba. Postojali su i pokušaji da se u pogledu etničke pripadnosti Srbi koji su živeli u Krajini odvoje od ostalih Srba tvrdnjama da oni i nisu Slovenskog porekla, već Vlasi naseljeni u Hrvatsku tokom 16 veka.
Hrvatski antemurale mit je određen percepcijom katoličanstva i njegove pozicije prema ostalim veroispovestima na način opisan u konceptu "nesting orientalism". Zbog toga što su primili katoličanstvo Hrvati su predstavljeni kao miroljubiviji, pošteniji, civilizovaniji, demokratskiji i Evropejskiji od Srba koji su primili pravoslavlje, pošto je pravoslavlje istočnije u smislu koncepta nesting orientalism.

### Srbija
Antemurale mit je jedan od najvažnijih Srpskih nacionalističkih mitova i ima veoma dugu tradiciju u istoriografiji u Srbiji i poltičkom diskursu koji prikazuju Srbe kao branioce hrišćanske evropske civilizacije. Antemurale mit u Srbiji se ne odnosi samo na srednjovekovnu istoriju i događaje poput Bitke na Kosovu u kojoj su Srbi predstavljeni kao altruisti koji brane čitavu zapadnu civilizaciju od Osmanlija. NATO bombardovanje Jugoslavije 1999 se interpretira kroz antemurale koncept u kojem Jugoslavija herojski brani svet od američke dominacije.

## Centralna Evropa
U centralnoj Evropi je antemurale mit evoluirao od misije zaštite zapada od Turaka i Kozaka u srednjevekovnom periodu, ili od Rusije u 19 veku i na kraju od komunizma u 20 veku.

### Poljska
Antemurale koncept u Poljskoj potiče od njene geopolitičke pozicije. U početku je ovaj mit korišćen da opravda odbranu katoličke Evrope od Turaka, Tatara ili pravoslavnih Rusa a kasnije protiv komunizma ili fašizma.
Počev od sredine 15 veka, nacionalna svesnost i politička misao u Poljskoj je bila pod uticajem predstave o Poljskoj kao delu civilizovanog zapada na granici prema ne-Evropskim varvarskim paganima na istoku. U kasnom 17 veku kralj Poljsko-Litvanskog komonvelta, Jan III Sobjeski se udružio sa Leopoldom I kako bi srušio Osmansko Carstvo. Bitka za Beč 1683 je označila konačnu prekretnicu u borbi protiv islamskog Osmanskog Carstva. Zbog svoje viševekovne pozicije protivnika muslimanskom napredovanju komonvelt je stekao ime Antemurale Christianitatis (bedem hrišćanstva).
Dodatna verzija percepcije Poljske kao bedema se javila u 20 veku. Pojedini poljski ideolozi, poput Romana Dmovskog, su videli Poljsku kao partnera Rusije u kontroli Nemačke. Antemurale mit je oživeo u Poljskoj tokom 1980-ih, usponom Solidarnosti, u obliku koji predstavlja Poljsku kao branioca evropskih zemalja od ateističkog komunizma.
Jedna od posledica Antemurale mita u Poljskoj je zaključak Poljske elite da Poljska ima pravo da bude "spašena" od strane civilizovanog sveta zbog toga što veruju da je Poljska stvar u suštini stvar čitavog civilizovanog sveta. U pesničkim vizijama, progon i patnje Poljaka su spasle druge progonjene nacije, kao što je Isus raspet da bi izbavio čovečanstvo. Takvo viđenje je rezultiralo sloganom - Poljska Hrist Nacija ("Polska Chrystusem narodów").

## Dodatni izvori
- Kolarz, Walter (1946), Myths and Realities in Eastern Europe, London: Lindsay Drummond
- Chadwick, H. Munro (1945), The Nationalities of Europe and the growth of national ideologies, Cambridge: Cambridge University Press
- Kolstø, Pål (2005), „Assessing the Role of Historical Myths in Modern Society”, Myths and boundaries in south-eastern Europe, Hurst & Co., ISBN 978-1-85065-772-9, OCLC 62314611 Непознати параметар |coauthors= игнорисан [|author= се препоручује] (помоћ)